# Tamaas
Albums de Samir Joubran
Randana
(2004)
Tammas est le premier album de Samir Joubran en duo avec son frère Wissam Joubran, fondateur du groupe palestinien de oudistes Le Trio Joubran, sorti le 14 mars 2003.

## Titres de l'album
1. Khiyanat Mariha - 4 min 11 s
2. Tamaas - 7 min 49 s
3. Tanaas - 6 min 05 s
4. Sama'E Bayat - 7 min 30 s
5. Khalaas - 10 min 18 s
6. Takaseem - 6 min 36 s
7. Ramallah August 10 - 10 min 09 s
8. El Nesf El Akhar/Astoria - 9 min 08 s